# Coburgosuchus
Coburgosuchus is een geslacht van uitgestorven mystriosuchine Phytosauria. Het geslacht is vernoemd naar Coburg, Duitsland, de typeplaats waar exemplaren zijn gevonden die teruggaan tot het Laat-Trias. Het is soms beschouwd als een nomen dubium vanwege de fragmentarische aard van het materiaal dat met het geslacht is geassocieerd, en het kan synoniem blijken te zijn met andere phytosauriërs zoals Nicrosaurus of Phytosaurus.